# Tony Brown (cestista 1979)
Tony Brown (Wichita, 15 marzo 1979) è un ex cestista statunitense.

## Palmarès
- Campionato svizzero: 1

Lions de Genève: 2012-13
- Coppa di Francia: 1

Digione: 2006
- Coppa di Svizzera: 2

Starwings Basilea: 2010
Lions de Genève: 2014
- Coppa di Lega Svizzera: 1

Lions de Genève: 2013